# Chiddingfold
Chiddingfold is een civil parish in het bestuurlijke gebied Waverley, in het Engelse graafschap Surrey.